# Borussia Verein für Bewegungspiele Neunkirchen 1974-1975
Questa voce raccoglie le informazioni riguardanti il Borussia Verein für Bewegungspiele Neunkirchen nelle competizioni ufficiali della stagione 1974-1975.

## Stagione
Nella stagione 1974-1975 il Borussia Neunkirchen, allenato da Erwin Türk e Stefan Abadžiev, concluse il campionato di 2. Bundesliga al 18º posto. In Coppa di Germania il Borussia Neunkirchen fu eliminato al secondo turno dall'Alemannia Aquisgrana.

## Rosa
| N. |                     | Ruolo | Calciatore           |
| -- | ------------------- | ----- | -------------------- |
|    | Germania (bandiera) | P     | Willi Ertz           |
|    | Germania (bandiera) | P     | Jürgen Muche         |
|    | Germania (bandiera) | P     | Karl-Heinz Schröder  |
|    | Germania (bandiera) | D     | Wolfgang Alt         |
|    | Germania (bandiera) | D     | Klaus Bischoff       |
|    | Germania (bandiera) | D     | Reiner Brinsa        |
|    | Germania (bandiera) | D     | Norbert Heß          |
|    | Germania (bandiera) | D     | Heinz Histing        |
|    | Germania (bandiera) | C     | Peter Bellaire       |
|    | Germania (bandiera) | C     | Peter Drenks         |
|    | Germania (bandiera) | C     | Hans-Werner Eichhorn |
|    | Germania (bandiera) | C     | Heinz Henkes         |

| N. |                     | Ruolo | Calciatore            |
| -- | ------------------- | ----- | --------------------- |
|    | Germania (bandiera) | C     | Josef Johann          |
|    | Germania (bandiera) | C     | Hans-Günter Müller    |
|    | Germania (bandiera) | C     | Rainer Reuther        |
|    | Germania (bandiera) | C     | Hans-Jürgen Schindler |
|    | Germania (bandiera) | C     | Gerd Schley           |
|    | Germania (bandiera) | C     | Bernd Wilhelm         |
|    | Germania (bandiera) | A     | Ludwig Lang           |
|    | Germania (bandiera) | A     | Wolfgang Roßband      |
|    | Germania (bandiera) | A     | Horst Schauß          |
|    | Germania (bandiera) | A     | Peter Schmidt         |
|    | Germania (bandiera) | A     | Hans-Jürgen Wissig    |

## Organigramma societario
Area tecnica
- Allenatore: Stefan Abadžiev
- Allenatore in seconda:
- Preparatore dei portieri:
- Preparatori atletici:

## Calciomercato

### Sessione estiva
| Acquisti | Acquisti | Acquisti | Acquisti |
| R.       | Nome     | da       | Modalità |
| -------- | -------- | -------- | -------- |

| Cessioni | Cessioni     | Cessioni       | Cessioni |
| R.       | Nome         | a              | Modalità |
| -------- | ------------ | -------------- | -------- |
| C        | Paul Bajlitz | Greuther Fürth |          |

### Sessione invernale
| Acquisti | Acquisti | Acquisti | Acquisti |
| R.       | Nome     | da       | Modalità |
| -------- | -------- | -------- | -------- |

| Cessioni | Cessioni | Cessioni | Cessioni |
| R.       | Nome     | a        | Modalità |
| -------- | -------- | -------- | -------- |

## Risultati

### 2. Bundesliga

#### Girone di andata
| Arbitro: | Greiner |

|              |           |                                   |
| Detterer 18’ | Marcatori | 66’ Schley 80’ Schmidt 82’ Henkes |

| Arbitro: | Quindeau |

|  |           |             |
|  | Marcatori | 29’ Hofmann |

| Arbitro: | Schmoock |

|                                        |           |            |
| Vöhringer 32’ Haller 60’ Killmaier 81’ | Marcatori | 30’ Müller |

| Arbitro: | Kettenbach |

|            |           |  |
| Johann 78’ | Marcatori |  |

| Arbitro: | Langhans |

|                          |           |            |
| Haug 31’ (rig.) Toth 87’ | Marcatori | 71’ Schauß |

| Arbitro: | Dittmer |

|  |           |                                   |
|  | Marcatori | 10’ Denz 60’ Semlitsch 64’ Magath |

| Arbitro: | Linn |

|                                 |           |  |
| Renner 48’ Klier 63’ Nickel 66’ | Marcatori |  |

| Arbitro: | Schröder |

|                        |           |  |
| Schmidt 63’ Johann 88’ | Marcatori |  |

| Arbitro: | Dellwing |

|                             |           |             |
| Nicastro 49’ Laube 70’, 72’ | Marcatori | 39’ Reuther |

| Arbitro: | Quindeau |

|                         |           |            |
| Drenks 11’ Eichhorn 42’ | Marcatori | 10’ Krause |

| Arbitro: | Röder |

|                                |           |            |
| Werner 85’, 89’ Wildgruber 87’ | Marcatori | 78’ Drenks |

| Arbitro: | Hoch |

|                                   |           |                         |
| Johann 11’ Drenks 36’ Schmidt 54’ | Marcatori | 68’ Schleiter 88’ Lange |

| Arbitro: | Kammann |

|                                               |           |            |
| Nielsen 4’ Keller 34’, 90’ Starzak 75’ (rig.) | Marcatori | 15’ Johann |

| Arbitro: | Kollmann |

|                                        |           |  |
| Warken 25’ Spohr 37’ (rig.) Paulus 51’ | Marcatori |  |

| Arbitro: | Hontheim |

|                        |           |                        |
| Johann 18’ Schmidt 62’ | Marcatori | 12’ Martin 43’ Mießmer |

| Arbitro: | Walz |

|             |           |                                         |
| Walitza 78’ | Marcatori | 17’ Schauß 67’ Eichhorn 75’, 81’ Johann |

| Neunkirchen 30 novembre 1974, ore 15:00 CET 17ª giornata | Borussia Neunkirchen | 0 – 0 referto | Schweinfurt 05 | Ellenfeldstadion (3 500 spett.)\| Arbitro: \| Nickel \| |
| Arbitro:                                                 | Nickel               |               |                |                                                         |

| Arbitro: | Klauser |

|                   |           |  |
| Hoffmann 51’, 82’ | Marcatori |  |

| Arbitro: | Riegg |

|                                     |           |  |
| Histing 18’ (rig.) Schmidt 58’, 83’ | Marcatori |  |

#### Girone di ritorno
| Neunkirchen 19 gennaio 1975, ore 15:00 CET 20ª giornata | Borussia Neunkirchen | 0 – 0 referto | VfR Mannheim | Ellenfeldstadion (2 500 spett.)\| Arbitro: \| Morschett \| |
| Arbitro:                                                | Morschett            |               |              |                                                            |

| Arbitro: | Dreher |

|  |           |                       |
|  | Marcatori | 55’ Schauß 83’ Johann |

| Arbitro: | Quindeau |

|                                      |           |                          |
| Schauß 2’ (rig.) Bischoff 75’ (rig.) | Marcatori | 43’ Hoffmann 67’ Weixler |

| Arbitro: | Steigele |

|                   |           |  |
| Sommerer 26’, 90’ | Marcatori |  |

| Arbitro: | Föckler |

|                        |           |               |
| Roßband 11’ Johann 22’ | Marcatori | 5’ Pellegrini |

| Arbitro: | Dittmer |

|             |           |  |
| Schmitt 80’ | Marcatori |  |

| Arbitro: | Kettenbach |

|             |           |                 |
| Schmidt 53’ | Marcatori | 67’ (aut.) Ertz |

| Arbitro: | Biwersi |

|                               |           |            |
| Ludwig 27’, 88’ Pankotsch 74’ | Marcatori | 90’ Johann |

| Arbitro: | Schröder |

|             |           |  |
| Schmidt 26’ | Marcatori |  |

| Arbitro: | Fleischer |

|                                      |           |  |
| Laube 9’ Kubasik 48’ (rig.) Mall 71’ | Marcatori |  |

| Arbitro: | Dahler |

|                       |           |                                                |
| Bischoff 19’ Lang 58’ | Marcatori | 11’ Lippert 33’ Wolf 85’ Feulner 89’ Deutscher |

| Arbitro: | Möckel |

|                     |           |  |
| Künkel 1’, 27’, 88’ | Marcatori |  |

| Arbitro: | Dittmer |

|            |           |                      |
| Drenks 12’ | Marcatori | 45’ Starzak 62’ Kauf |

| Arbitro: | Quindeau |

|             |           |                 |
| Schmidt 47’ | Marcatori | 65’, 69’ Warken |

| Arbitro: | Gaus |

|                        |           |                          |
| Martin 21’ Bartels 90’ | Marcatori | 33’ Eichhorn 88’ Roßband |

| Arbitro: | Schumann |

|            |           |                          |
| Schauß 48’ | Marcatori | 65’ Eder 73’ Hiestermann |

| Arbitro: | Kammann |

|                                          |           |             |
| Rother 11’ Emmerich 18’, 72’ Aumeier 24’ | Marcatori | 44’ Schmidt |

| Arbitro: | Dellwing |

|                                         |           |                      |
| Wilhelm 20’, 38’ Schmidt 56’ Brinsa 76’ | Marcatori | 26’ Berger 52’ Vogel |

| Arbitro: | Schumann |

|                                               |           |                                     |
| Erhart 23’, 58’ Weinkauff 42’, 54’ Krauth 51’ | Marcatori | 29’ Schauß 38’ Eichhorn 72’ Reuther |

### Coppa di Germania
| Arbitro: | Overberg |

|  |           |                 |
|  | Marcatori | 11’, 76’ Brinsa |

| Arbitro: | Redelfs |

|                           |           |             |
| Kucharski 72’ (rig.), 89’ | Marcatori | 80’ Schmidt |

## Statistiche

### Statistiche di squadra
| Competizione      | Punti | In casa | In casa | In casa | In casa | In casa | In casa | In trasferta | In trasferta | In trasferta | In trasferta | In trasferta | In trasferta | Totale | Totale | Totale | Totale | Totale | Totale | DR  |
| Competizione      | Punti | G       | V       | N       | P       | Gf      | Gs      | G            | V            | N            | P            | Gf           | Gs           | G      | V      | N      | P      | Gf     | Gs     | DR  |
| ----------------- | ----- | ------- | ------- | ------- | ------- | ------- | ------- | ------------ | ------------ | ------------ | ------------ | ------------ | ------------ | ------ | ------ | ------ | ------ | ------ | ------ | --- |
| 2. Bundesliga     | 28    | 19      | 8       | 5       | 6       | 28      | 25      | 19           | 3            | 1            | 15           | 21           | 48           | 38     | 11     | 6      | 21     | 49     | 73     | -24 |
| Coppa di Germania | -     | 0       | 0       | 0       | 0       | 0       | 0       | 2            | 1            | 0            | 1            | 3            | 2            | 2      | 1      | 0      | 1      | 3      | 2      | +1  |
| Totale            | 28    | 19      | 8       | 5       | 6       | 28      | 25      | 21           | 4            | 1            | 16           | 24           | 50           | 40     | 12     | 6      | 22     | 52     | 75     | -23 |

### Andamento in campionato
| Giornata  | 1 | 2 | 3  | 4  | 5  | 6  | 7  | 8  | 9  | 10 | 11 | 12 | 13 | 14 | 15 | 16 | 17 | 18 | 19 | 20 | 21 | 22 | 23 | 24 | 25 | 26 | 27 | 28 | 29 | 30 | 31 | 32 | 33 | 34 | 35 | 36 | 37 | 38 |
| --------- | - | - | -- | -- | -- | -- | -- | -- | -- | -- | -- | -- | -- | -- | -- | -- | -- | -- | -- | -- | -- | -- | -- | -- | -- | -- | -- | -- | -- | -- | -- | -- | -- | -- | -- | -- | -- | -- |
| Luogo     | T | C | T  | C  | T  | C  | T  | C  | T  | C  | T  | C  | T  | T  | C  | T  | C  | T  | C  | C  | T  | C  | T  | C  | T  | C  | T  | C  | T  | C  | T  | C  | C  | T  | C  | T  | C  | T  |
| Risultato | V | P | P  | V  | P  | P  | P  | V  | P  | V  | P  | V  | P  | P  | N  | V  | N  | P  | V  | N  | V  | N  | P  | V  | P  | N  | P  | V  | P  | P  | P  | P  | P  | N  | P  | P  | V  | P  |
| Posizione | 2 | 9 | 14 | 11 | 13 | 13 | 16 | 13 | 15 | 14 | 15 | 13 | 15 | 18 | 16 | 15 | 15 | 16 | 15 | 15 | 14 | 14 | 15 | 13 | 14 | 13 | 14 | 14 | 14 | 16 | 16 | 17 | 18 | 18 | 18 | 18 | 18 | 18 |

Legenda:

Luogo: C = Casa; T = Trasferta. Risultato: V = Vittoria; N = Pareggio; P = Sconfitta.

### Statistiche dei giocatori
| Giocatore    | 2. Bundesliga | 2. Bundesliga | 2. Bundesliga | 2. Bundesliga | Coppa di Germania | Coppa di Germania | Coppa di Germania | Coppa di Germania | Totale   | Totale | Totale      | Totale     |
| Giocatore    | Presenze      | Reti          | Ammonizioni   | Espulsioni    | Presenze          | Reti              | Ammonizioni       | Espulsioni        | Presenze | Reti   | Ammonizioni | Espulsioni |
| ------------ | ------------- | ------------- | ------------- | ------------- | ----------------- | ----------------- | ----------------- | ----------------- | -------- | ------ | ----------- | ---------- |
| W. Alt       | 23            | 0             | 6             | 0             | 1                 | 0                 | 0                 | 0                 | 24       | 0      | 6           | 0          |
| P. Bellaire  | 6             | 0             | 0             | 0             | 2                 | 0                 | 0                 | 0                 | 8        | 0      | 0           | 0          |
| K. Bischoff  | 32            | 2             | 1             | 0             | 2                 | 0                 | 0                 | 0                 | 34       | 2      | 1           | 0          |
| R. Brinsa    | 29            | 1             | 3             | 0             | 2                 | 2                 | 0                 | 0                 | 31       | 3      | 3           | 0          |
| P. Drenks    | 18            | 4             | 1             | 0             | 0                 | 0                 | 0                 | 0                 | 18       | 4      | 1           | 0          |
| H. Eichhorn  | 37            | 4             | 1             | 0             | 2                 | 0                 | 0                 | 0                 | 39       | 4      | 1           | 0          |
| W. Ertz      | 22            | 0             | 0             | 0             | 1                 | 0                 | 0                 | 0                 | 23       | 0      | 0           | 0          |
| H. Henkes    | 14            | 1             | 1             | 0             | 0                 | 0                 | 0                 | 0                 | 14       | 1      | 1           | 0          |
| N. Heß       | 27            | 0             | 1             | 0             | 2                 | 0                 | 0                 | 0                 | 29       | 0      | 1           | 0          |
| H. Histing   | 32            | 1             | 4             | 0             | 0                 | 0                 | 0                 | 0                 | 32       | 1      | 4           | 0          |
| J. Johann    | 29            | 10            | 3             | 0             | 1                 | 0                 | 0                 | 0                 | 30       | 10     | 3           | 0          |
| L. Lang      | 33            | 1             | 5             | 0             | 1                 | 0                 | 0                 | 0                 | 34       | 1      | 5           | 0          |
| J. Muche     | 0             | 0             | 0             | 0             | 0                 | 0                 | 0                 | 0                 | 0        | 0      | 0           | 0          |
| H. Müller    | 8             | 1             | 0             | 0             | 2                 | 0                 | 0                 | 0                 | 10       | 1      | 0           | 0          |
| R. Reuther   | 22            | 2             | 2             | 0             | 2                 | 0                 | 0                 | 0                 | 24       | 2      | 2           | 0          |
| W. Roßband   | 15            | 2             | 0             | 0             | 1                 | 0                 | 0                 | 0                 | 16       | 2      | 0           | 0          |
| H. Schauß    | 36            | 6             | 1             | 0             | 0                 | 0                 | 0                 | 0                 | 36       | 6      | 1           | 0          |
| H. Schindler | 0             | 0             | 0             | 0             | 0                 | 0                 | 0                 | 0                 | 0        | 0      | 0           | 0          |
| G. Schley    | 20            | 1             | 0             | 0             | 1                 | 0                 | 0                 | 0                 | 21       | 1      | 0           | 0          |
| P. Schmidt   | 37            | 11            | 1             | 0             | 2                 | 1                 | 0                 | 0                 | 39       | 12     | 1           | 0          |
| K. Schröder  | 16            | 0             | 0             | 0             | 1                 | 0                 | 0                 | 0                 | 17       | 0      | 0           | 0          |
| B. Wilhelm   | 22            | 2             | 0             | 0             | 2                 | 0                 | 0                 | 0                 | 24       | 2      | 0           | 0          |
| H. Wissig    | 0             | 0             | 0             | 0             | 0                 | 0                 | 0                 | 0                 | 0        | 0      | 0           | 0          |